# Gotthold Ephraim Lessing (Dirigent)
Gotthold Ephraim Lessing (* 27. September 1903 in Wattenscheid; † 6. Juli 1975 in München) war ein deutscher Dirigent und Hochschullehrer.

## Leben
Nach dem Abitur studierte Lessing am Hüttner-Konservatorium in Dortmund, zeitweise auch in Hagen. Er war Schüler von Gerard Bunk. 1921 absolvierte er die Prüfung zum Musiklehrer und begann seine Bühnenlaufbahn als Solorepetitor und Studienleiter in Dortmund. Von 1924 bis 1929 wirkte er als Solorepetitor und Kapellmeister in Duisburg, von 1929 bis 1933 als 1. Kapellmeister am Staatstheater von Danzig und von 1933 bis 1935 in gleicher Funktion am Landestheater Coburg. Von 1935 bis 1937 war er musikalischer Oberleiter am Stadttheater von Plauen.  1937 wurde Lessing Generalmusikdirektor des Sinfonie- und Kurorchesters Baden-Baden, das 1946 zum Großen Orchester des Südwestfunks wurde. Dessen Chefdirigent blieb er bis 1948. 1948 ging er als musikalischer Oberleiter für Oper und Konzert nach Lübeck und übernahm 1956 die Meisterklasse für Dirigieren an der Hochschule für Musik und Theater München. Von 1963 bis 1971 war er Chefdirigent des Staatlichen Türkischen Symphonieorchesters (Cumhurbaşkanlığı Senfoni Orkestrası).
Bis heute auf den Opernbühnen präsent sind seine Bearbeitungen der Tetralogie Der Ring des Nibelungen von Richard Wagner. Um diese Werke auch in ‚normalen‘ Opernhäusern spielbar zu machen, hat Lessing das gewaltige Orchester Wagners (insbesondere die umfangreiche Blech- und Holzbläserbesetzung) reduziert (also vier Hörner, drei Posaunen, drei Trompeten, Baßtuba und jeweils zweifach besetztes Holz). In dieser Fassung wird Wagners Ring bis in die Gegenwart an vielen kleineren Theatern aufgeführt und ist sogar auf DVDs zu erleben.
Gotthold E. Lessing war in erster Ehe mit Anna Lessing verheiratet und hatte zwei Kinder: Verena und Peter Lessing. Lessing widmete sich als Dirigent vor allem der Neuen Musik. Er hat sehr wenige Tondokumente hinterlassen. Am 21. Januar 1970 wurde ihm von Bundespräsident Gustav Heinemann das  Große Bundesverdienstkreuz überreicht.

## Kompositionen
- eine Oper
- Lieder
- Klavierwerke (nur als Manuskript)

## Schriften
- Handbuch des Opernrepertoires. Danzig: Westpreußischer Verlag 1934.
- Handbuch des Opern-Repertoires, 2., erweiterte Auflage. London: Boosey & Hawkes 1952.